# Rumba (điệu nhảy)

Sơ lược bước đi của điệu nhảy Rumba

Rumba là một điệu nhảy có quan hệ hữu cơ với dòng rumba của nhạc Cuba-châu Phi. Trải qua quá trình lịch sử, người ta có thể thấy được nhiều dấu tích của nhiều phong cách nhảy gọi là rumba. Một số vũ sư xem rumba là điệu nhảy Latin gợi tình và mang tính nhục dục nhất vì nhịp điệu của nó khác chậm và vì sự di chuyển hông của điệu nhảy này.

## Rumba Cuba
Rumba châu Phi-Cuba hoàn toàn khác với điệu rumba trong phòng nhảy. Người ta cho rằng rumba Mỹ đã góp phần tạo nên nguồn gốc của điệu cha-cha-cha, và thực sự phần lớn các hình múa (nếu không muốn nói là tất cả) có thể giải thích lại trong điệu cha-cha-cha.

## Điệu rumba ban đầu tại Mỹ
Điệu rumba này đã được du nhập vào các sa lông khiêu vũ Mỹ đầu thế kỷ 20 với đặc trưng có nhịp cao, gần như hai lần điệu rumba phòng nhảy hiện đại, ví dụ điển hình có: The Peanut Vendor, Siboney.